# Franz Simandl
Franz Simandl (Blatná, 1º agosto 1840 – Vienna, 13 dicembre 1912) è stato un contrabbassista e pedagogista ceco boemo, celebre per il suo New Method for the Double Bass (nuovo metodo per il contrabbasso).
Questo libro con 30 studi, ed altre due pubblicazioni con studi più avanzati, Gradus ad Parnassum, sono ancora nel ventunesimo secolo considerati validi supporti didattici per l'apprendimento del contrabbasso.